# Calanche

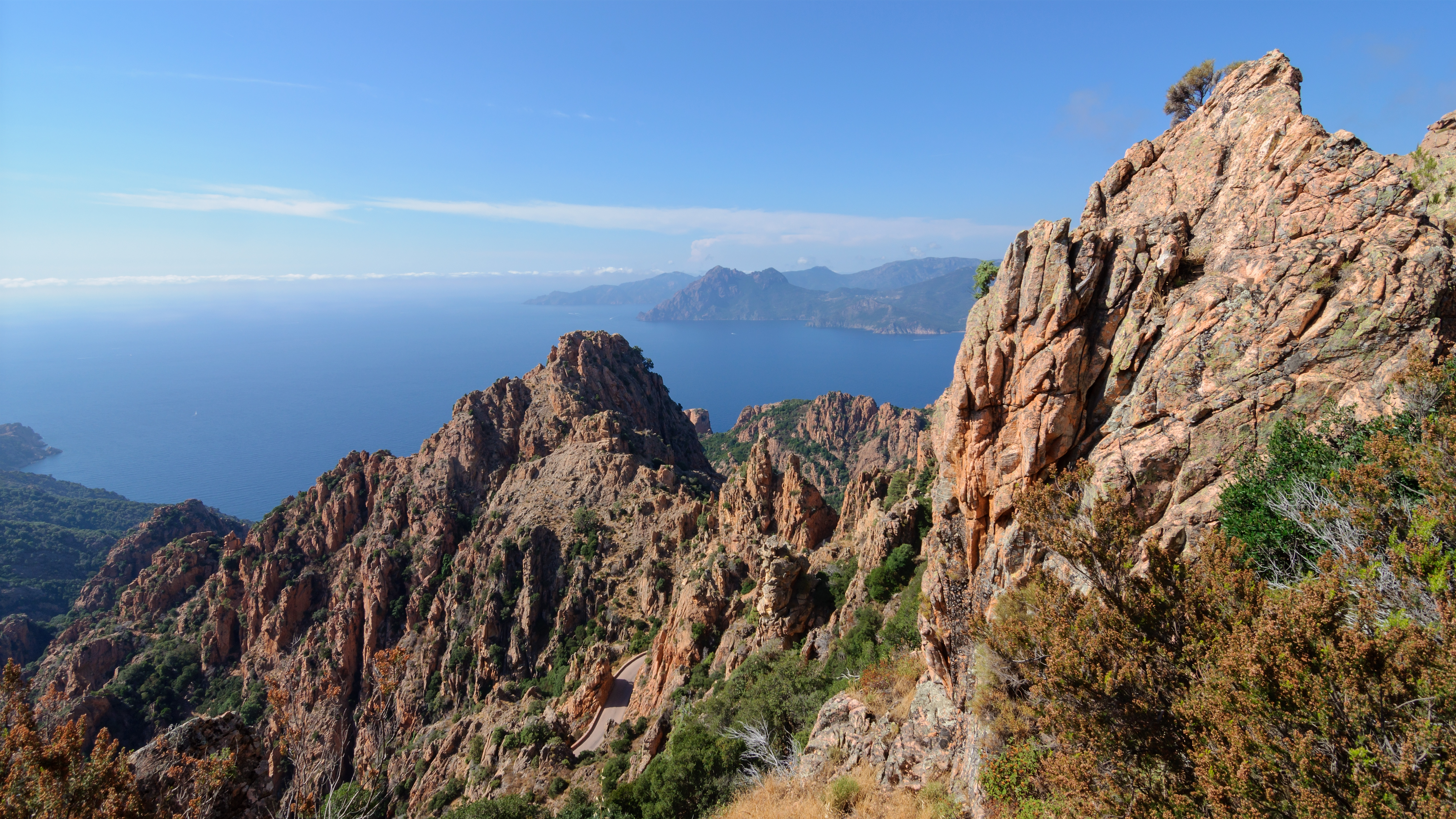
Blick über die Calanche auf das Meer

Die Calanche (französisch Les calanches de Piana, aber auch Les calanques de Piana, korsisch calanche di Piana, Einzahl calanca: „fjordartige Bucht“) sind eine bizarre Felsenlandschaft südlich von Porto im Regionalen Naturpark Korsika. Die Felsen aus rötlichem Granit liegen in etwa 400 m Höhe über dem Meeresspiegel direkt an der Küste, sie scheinen bei entsprechendem Sonnenschein rot zu glühen.
Die enge Straße von Porto nach Piana (D81) führt direkt durch die Calanche. Die Felsen sind von der Straße, besser aber zu Fuß zu erreichen. Mehrere ausgeschilderte Spazierwege führen durch die Felslandschaft und zu den besten Aussichtspunkten. Die gesamte Gegend hat sich zu einem stark besuchten Touristenziel entwickelt.
Zusammen mit der Girolata-Bucht, der Bucht von Porto und dem Naturpark La Scandola wurde die Calanche 1983 von der UNESCO zum Weltnaturerbe erklärt.

## Tafoni
Das Besondere an der Calanche sind die sogenannten Tafoni, typische Verwitterungsformen der Felsen. Die bizarren Formen regen die Fantasie an und tragen entsprechende Namen. So nannte Guy de Maupassant die Calanche „eine versteinerte Menagerie von Alpträumen“. Bekannte Bezeichnungen für einzelne Formationen sind:
- der „Hundekopf“ (La Tête du chien), direkt neben der Straße,
- die „Schildkröte“ (La Tortue) und der „Adler“ (L’Aigle),
- die „Beichte“ (La Confession),
- der „Bischof“ (L’Évêque),
- der „Kopf von Poincaré“ (La Tête de Poincaré),
- der „Indianerkopf“ (La Tête d’Indien),
- das „Herz“ (Le Cœur)

## Bilder

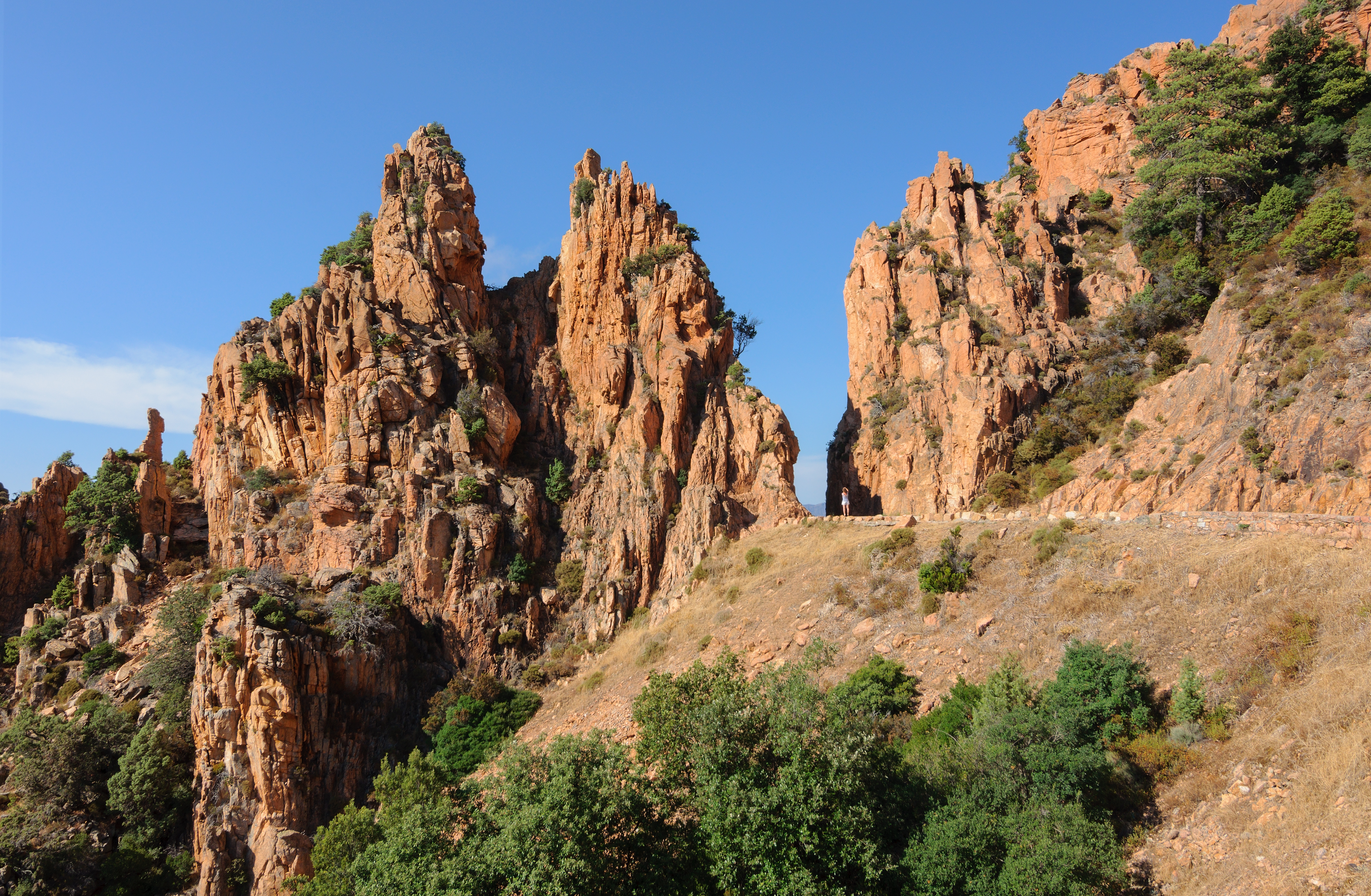
Die Straße D81 durch die Calanche
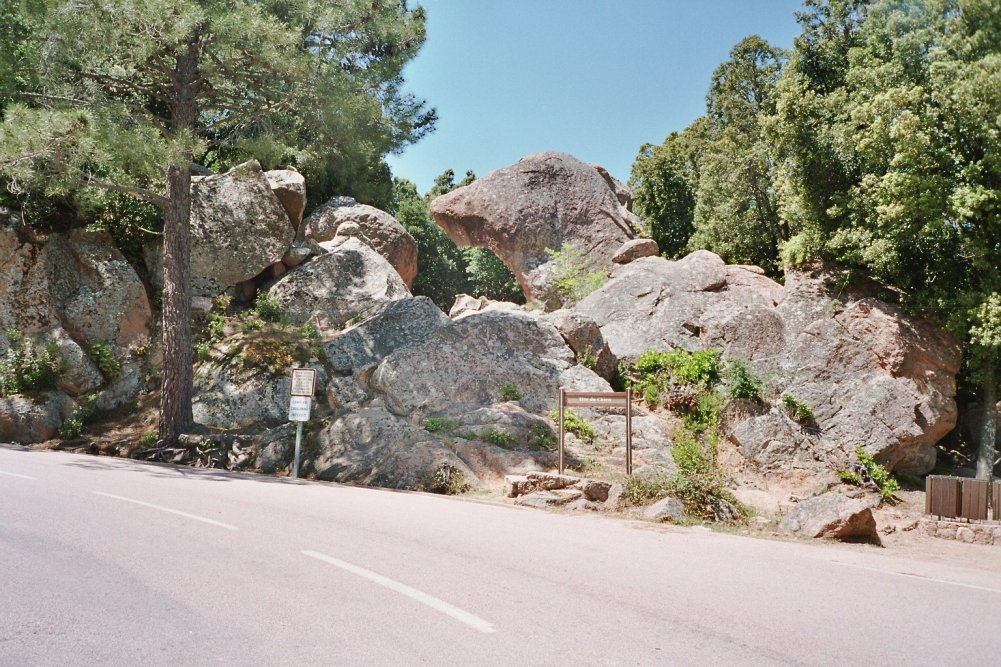
Der Hundekopf
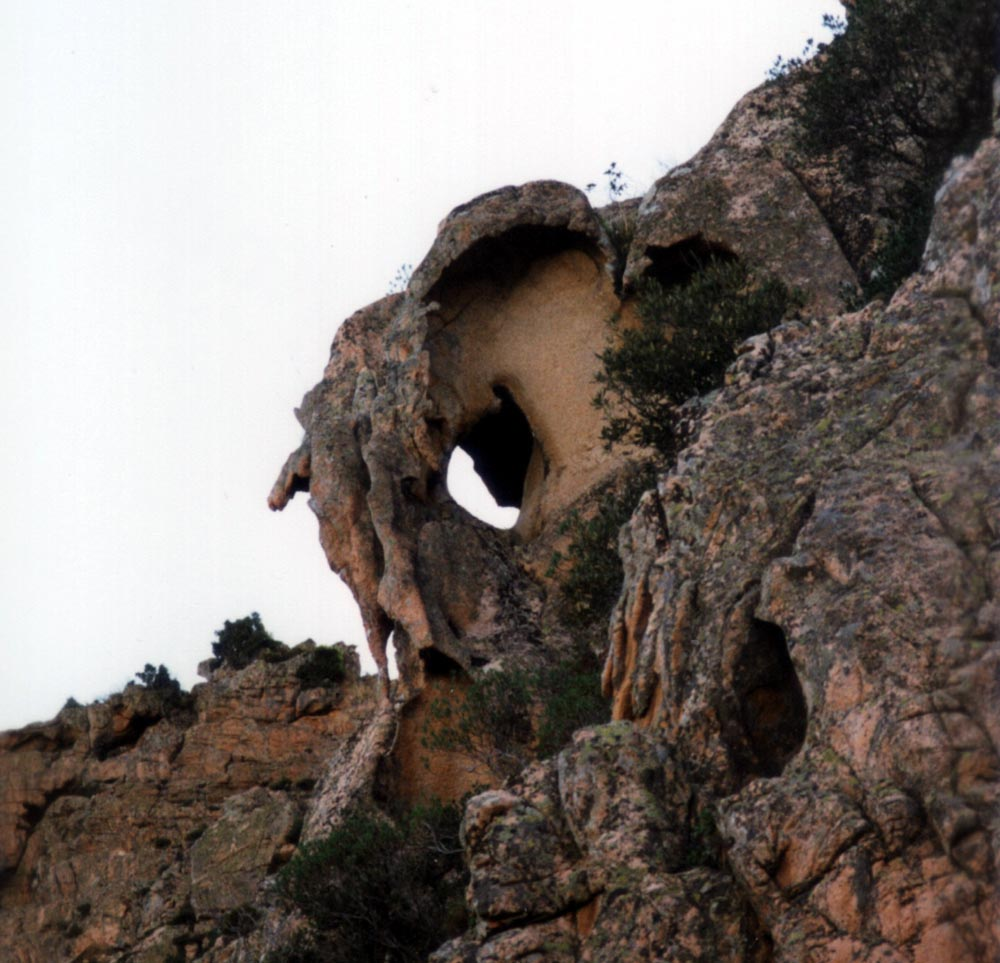
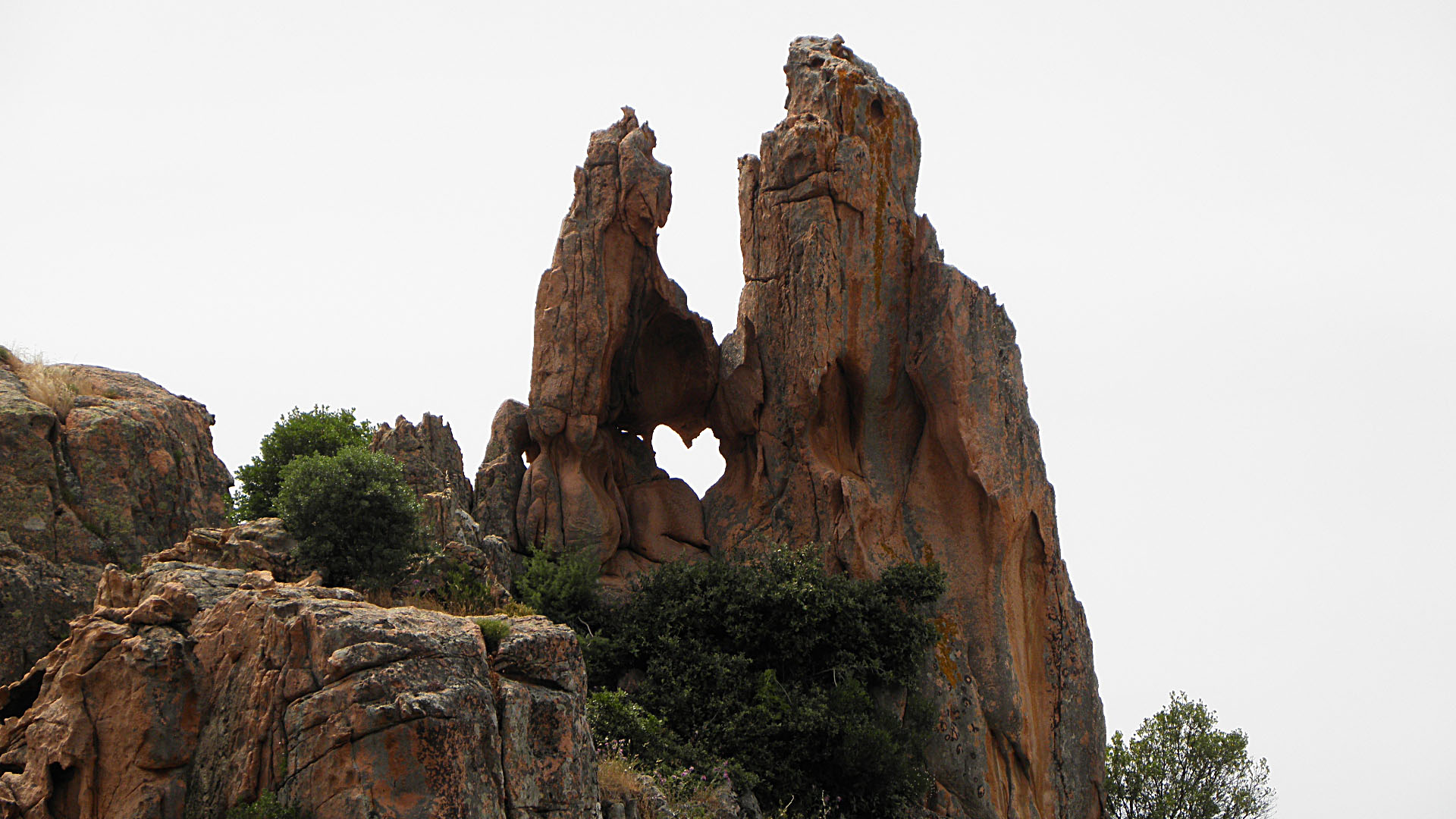
Das Herz
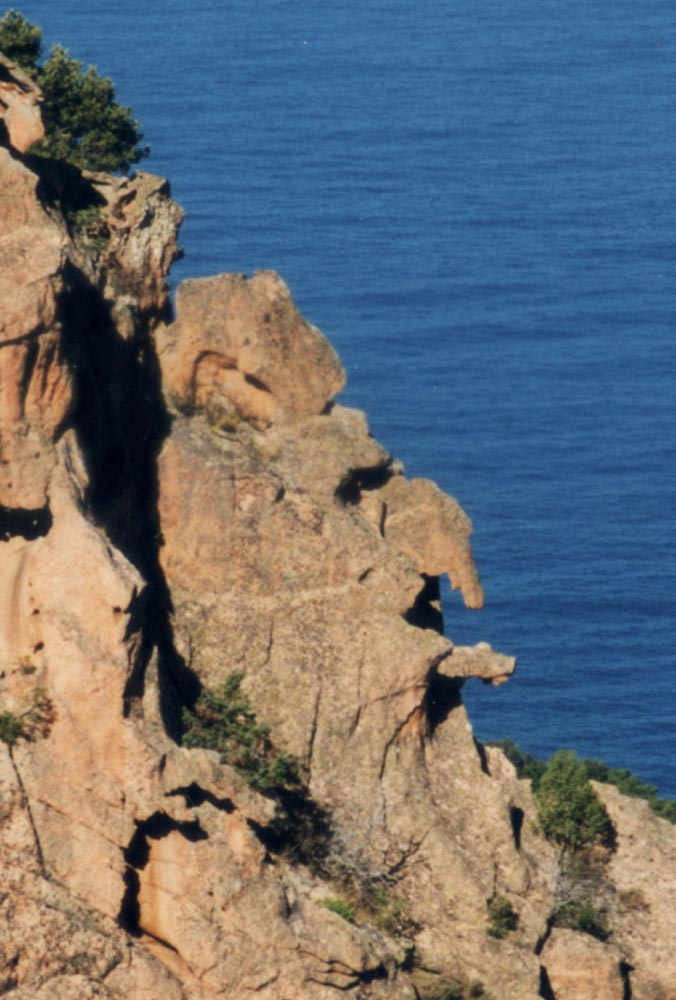
Ein Kopf